# Таталин, Роман Викторович
Роман Викторович Таталин (род. 19 ноября 1992, Новосибирск) — российский хоккеист, защитник. Мастер спорта России (2017).

## Биография
Начинал заниматься хоккеем в Новосибирске. Играл в московских школах «Динамо» и «Серебряные акулы». с 2008 года — в системе подольского «Витязя». Играл в первой лиге за «Витязь-2» (2008/09) и команду МХЛ «Русские витязи» (2009/10 — 2012/13). В сезоне 2011/12 дебютиров в КХЛ в составе «Витязя», лучший новичок месяца в КХЛ (февраль 2012). Играл за «Титан» Клин (2013/14 — 2014/15, 2016/17, ВХЛ), «Спартак» Москва и «Химик» Воскресенск (2015/16, 2020/21, ВХЛ), «Металлург» Новокузнецк (август-сентябрь 2016, КХЛ), «Сокол» Красноярск (2017/18, ВХЛ), «Адмирал» (2018/19), «Хумо» Ташкент (2019/20, ВХЛ), «Юность-Минск» (2020/21, Белоруссия), «Торпедо» Усть-Каменогорск (2021/22, Казахстан), «Южный Урал» Орск (2022/23, ВХЛ).
Победитель хоккейного турнира зимней Универсиады 2017 года.
Окончил ВШТ МГАФК. Тренер школы «Развитие хоккея».
Сестра Анастасия — фристайлистка.